# Veias ulnares
As veias ulnares são veias do membro superior. Começam nos arcos venosos palmares superficiais, que drenam as veias digitais palmares comuns e as veias digitais palmares próprias dos dedos, seguindo ao longo da face medial dos antebraços, passando ao lado das artérias ulnares, e se unindo às veias radiais para formar as veias braquiais.

## Tipos de veia ulnar

### Veia Ulnar Anterior
A Veia Ulnar Anterior coleta o sangue venoso da borda interna e palmar da mão. Inicia-se na superfície anterior do lado ulnar da mão e do punho, ascendendo ao longo da superfície anterior do lado ulnar do antebraço até a dobra do cotovelo, onde se une à veia ulnar posterior para formar a veia ulnar comum. Ocasionalmente, a veia ulnar anterior desemboca separadamente na veia basílica mediana. Comunica-se anteriormente com ramos da veia mediana, e posteriormente com a veia ulnar posterior.

### Veia Ulnar Posterior
A Veia Ulnar Posterior inicia-se no dorso da mão, na superfície posterior do lado ulnar do punho. Corre na superfície posterior do lado ulnar do antebraço e, logo abaixo do cotovelo, une-se à veia ulnar anterior para formar a veia ulnar comum, ou então une-se à veia basílica mediana para formar a veia basílica. Comunica-se com as veias profundas da palma por um ramo que emerge abaixo do músculo abdutor do mínimo dos dedos.

### Veia Ulnar Comum
A Veia Ulnar Comum é um tronco curto e não constante. Quando existe, é formada pela junção das veias ulnar anterior e posterior, e, subindo e descendo, junta-se à veia basílica mediana para formar a veia basílica. Já quando não existe, as veias ulnares anterior e posterior desembocam separadamente na veia basílica mediana.